# Llandŵ
Llandŵ (En anglès Llandow) és una vil·la del county borough de Bro Morgannwg, Gal·les. Està situada a 15 milles (24 km) al sud-oest de Cardiff. El 2011 la població era de 6.047 habitants, dels quals 1.910 (31,6%) parlaven gal·lès. Un 77% havien nascut a Gal·les.

## Característiques
Dins de Llandŵ hi ha una petita església parroquial medieval construïda al voltant del Segle XI, amb una torre dedicada a la Santíssima Trinitat.
Al costat del poble, a més a més, hi ha un camp de vol abandonat que havia estat seu de la Royal Air Force durant la Segona Guerra Mundial, part del qual ha estat convertit en el Llandow Circuit per a esports de motor; al seu costat hi ha el South Wales Karting Centre, seu del Llandow Kart Club.

## Accident aeri del 1950
El 12 de març del 1950, al camp de vol de Llandŵ, es va produir un accident d'aviació; un avió de passatgers tornava a casa un grup de seguidors de rugbi gal·lesos provinents de Belfast quan va xocar prop de la vil·la de Sigingstone. Amb la mort de 80 passatgers i tripulació, l'accident es va convertir en el més mortal de la història fins aquell moment.

## Seu de l'Eisteddfod Nacional
Des del 3-11 d'agost del 2012, l'abandonat camp de vol de Llandŵ acull l'Eisteddfod Nacional de Gal·les, el principal festival de música del país.